# Equinox (Styx)
| Recensione                        | Giudizio   |
| --------------------------------- | ---------- |
| AllMusic                          | [ 3 ]      |
| The New Rolling Stone Album Guide | [ 4 ]      |
| Sputnikmusic                      | 3.0 (Good) |
| Dizionario del Pop-Rock           | [ 6 ]      |

Equinox è il quinto album del gruppo musicale Styx, pubblicato nel dicembre del 1975 per l'etichetta discografica A&M Records.
L'album raggiunse la cinquantottesima posizione della Chart statunitense Billboard 200, mentre il brano presente nell'album: Lorelei andò al ventisettesimo posto della Chart Billboard Hot 100, riservato ai singoli.

## Tracce
Lato A
1. Light Up – 4:12 (Dennis DeYoung)
2. Lorelei – 3:20 (Dennis DeYoung, James Young)
3. Mother Dear (Voci soliste: John Curulewski e Dennis DeYoung) – 6:23 (John Curulewski, Dennis DeYoung)
4. Lonely Child – 3:49 (Dennis DeYoung)

Lato B
1. Midnight Ride (Voce solista: James Young) – 4:18 (James Young)
2. Born for Adventure – 5:10 (Dennis DeYoung, John Curulewski, James Young)
3. Prelude 12 (Brano strumentale) – 1:17 (John Curulewski)
4. Suite Madame Blue – 6:32 (Dennis DeYoung)

## Formazione
- John Curulewski - chitarre, voce, sintetizzatori
- Dennis DeYoung - tastiere, voce, sintetizzatori
- Chuck Panozzo - basso, voce
- John Panozzo - batteria, percussioni, voce
- James Young - chitarre, voce

Note aggiuntive
- Styx - produttori
- Barry Mraz - assistente alla produzione
- Registrazioni effettuate al Paragon Recording Studios di Chicago, Illinois (Stati Uniti)
- Barry Mraz - ingegnere delle registrazioni
- Rob Kingsland - assistente ingegnere delle registrazioni
- Remixato da Barry Mraz e Styx
- Roland Young - art direction
- Junie Osaki e Chuck Beeson - design album
- Chris Micoine - fotografia copertina frontale e retrocopertina album
- Marc Hauser - busta interna album (inner sleeve)
- Mike Schwab - illustrazione copertina album[11]